# Prodomitia squamigera
Prodomitia squamigera là một loài bọ cánh cứng trong họ Cerambycidae.